# Basilique Notre-Dame-de-Lourdes d'Oostakker
La Basilique Notre-Dame-de-Lourdes est un édifice religieux catholique situé à Oostakker, dans les faubourgs septentrionaux de la ville de Gand, en Belgique. Construite en style néogothique en 1873 et érigée en basilique en 1924 l’église est le centre marial le plus important de la Région flamande. Il attire de nombreux pèlerinages. Sa grande popularité fait qu’il est parfois surnommé le ‘Lourdes flamand’. 

## Histoire
Le domaine du château de Slotendries a déjà une tradition religieuse ancienne. À la fin du XVIIIe siècle le dernier descendant d’une des branches de la famille de Plotho - noblesse d’origine allemande -, le baron François de Plotho, est attiré par la vie monastique et entre chez les trappistes. Pour des raisons de santé il doit quitter son monastère. Il se fait ordonner prêtre dans le diocèse de Gand (1790). Vivant au château de Slotendries il n’en recherche pas moins Dieu dans la solitude et le dépouillement extrême : il se construit un ermitage dans le domaine même de son château. C’est là qu’il passe ses journées, jusqu’à sa mort en 1811.
Par héritage le domaine passe dans la famille des Courtebourne. Deux générations plus tard, la marquise Marie-Thérèse de Courtebourne, devenue veuve et vivant seule au château de Slotendries, s’intéresse à l’ermitage (abandonné depuis un demi-siècle) et veut le transformer en aquarium. En 1870, un amas rocheux artificiel est construit à l’entrée. L’abbé Moreels, curé d’Oostakker, lorsqu’il vit l’édifice suggéra qu’une niche soit aménagée pour y accueillir une statue de Notre-Dame, dont les apparitions à Lourdes douze ans auparavant (1858) et les miracles qui s’y produisent sont dans tous les esprits. Ce qui fut fait.
Le 29 juin 1873 une solennelle cérémonie est organisée. L’abbé Moreels bénit la ‘grotte de Lourdes’ - première en Belgique -  en présence de quelque 2000 fidèles. À la suite des nombreuses demandes la marquise de Courtebourne ouvre l’accès à la grotte (alors dans un domaine privé) au public. Le sanctuaire d’Oostakker devient rapidement populaire. Des rumeurs de guérison augmentent le nombre de pèlerins. 

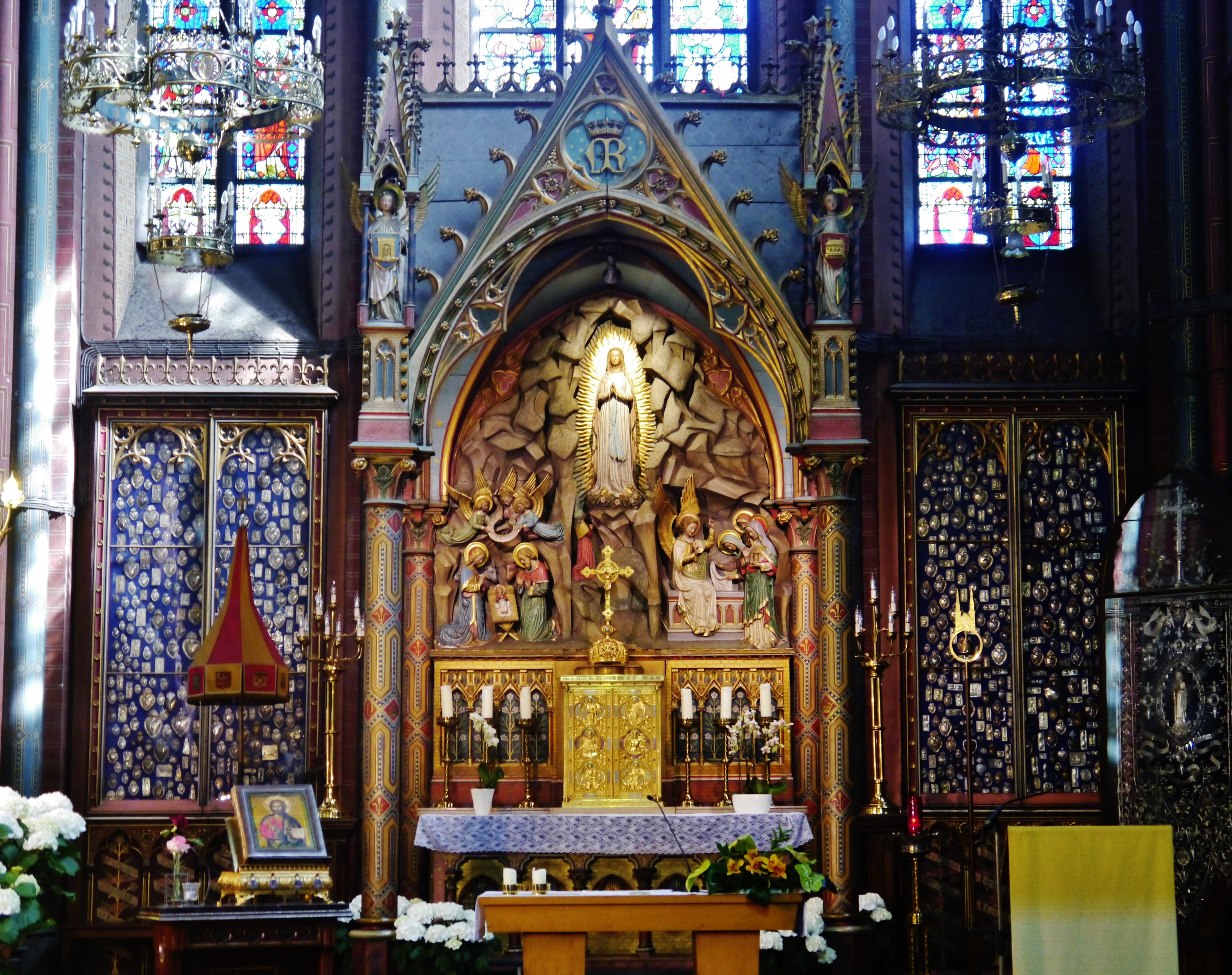
Le maître-autel avec son retable aux trois grottes et les nombreux exvotos

En avril 1875 le sanctuaire (une simple grotte) acquiert une renommée internationale immédiate lorsque Pierre De Rudder, ouvrier agricole de Jabbeke, s'y déclare miraculeusement guéri: deux os de sa jambe se sont ressoudés, dit-il, huit ans après l’accident qui l’avait laissé infirme. Le cas est sensationnel et fait couler beaucoup d’encre. La controverse fait rage. Le miracle est reconnu en 1908 par l’évêque de Bruges (dont De Rudder est diocésain) et mis au nombre des miracles de Notre-Dame de Lourdes, bien qu’il n’ait pas eu lieu à Lourdes même. Le flot de pèlerins à Oostakker ne fait qu’augmenter. 
La marquise de Courtebourne demande à l’évêque de Gand, Mgr Bracq l’autorisation de construire une chapelle près de la grotte. L’évêque lui répond : « Non pas une chapelle, c’est d’une grande église que vous avez besoin! ». Les travaux commencent en mai 1877, sur un projet des architectes Van Hoecke-Peeters et Jean-Baptiste de Béthune, maître du néogothique en Belgique, et sont terminés deux ans plus tard. 
L’inauguration et consécration de la nouvelle église a lieu le 11 septembre 1877. Le nonce apostolique en Belgique, Mgr Serafino Vannutelli en est le consécrateur. Le sanctuaire et la charge pastorale de recevoir et guider les pèlerins est confiée aux pères jésuites par la marquise de Courtebourne qui par ailleurs leur construit, à côté de l’église, une résidence qui s’appellera ‘Saint-Victor’ en souvenir de son fils, le père Victor de Courtebourne (1834-1873), décédé quatre ans auparavant (1873) alors qu’il était recteur du collège de Tournai. 
En 1888 la statue de Notre-Dame de Lourdes est officiellement couronnée. Une congrégation de frères religieux, fondée à Renaix en 1830, adopte le nom de 'Frères de Notre-Dame de Lourdes' lors de l'installation de leur maison-mère à Oostakker (1887). Et en 1924, à l’occasion du cinquantenaire du ‘Lourdes flamand’ l’église est officiellement élevée au rang de basilique mineure par le pape Pie XI.

## Description
Consacrée en 1877 l’église, de style néogothique n’est vraiment achevée, dans son aménagement intérieur que dix ans plus tard. L’architecte Van Hoecke-Peeters qui conçut la grotte de Lourdes est également celui qui construisit l’église. La décoration générale fut mise au point par Jean-Baptiste de Béthune.
- Le maître-autel est surmonté d’un retable associant trois grottes: celle de Bethleem ou Jésus naquit (à gauche), le caveau d’où Jésus sortit le jour de la Résurrection (à droite) et la grotte de Massabielle, à Lourdes, où Notre-Dame apparut à Bernadette Soubirous (au centre). Les deux côtés du baldaquin de l’autel sont tapissés d’exvotos.
- La statue de Notre-Dame de Lourdes - de grande dimension (1,75 mètre) - est une œuvre sculptée dans le chêne par l’artiste français Désiré Froc-Robert. Elle fut installée et couronnée en 1888.
- Les vitraux du sanctuaire illustrent la transfiguration de Jésus sur le Mont Thabor et ses apparitions comme Ressuscité à Marie-Madeleine et à Thomas l’apôtre incrédule. Un autre vitrail rappelle les saints patrons de la famille de Courtebourne. Les vitraux furent réalisés par le maître-Verrier Verhaegen sous la direction de J.B. de Béthune.
- La statue de Bernadette Soubirous, en prière, fut réalisée pour le centenaire des apparitions de Lourdes (1958) par l’artiste belge Albert (Bert) Servaes. Taillée dans du marbre de Carrare elle repose sur un socle de granit amené du ‘Mont des Espélugues’ sur le flanc duquel se trouve la grotte de Massabielle (à Lourdes).
- Cinq chapelles latérales, dans les bas-côtés de la nef sont dédiées (à gauche) au Sacré-Cœur, Joaquim et Anne, François d'Assise, et François-Xavier, et (à droite): saint Joseph, le saint Ange gardien, Ignace de Loyola, Jean Berchmans et Bernadette Soubirous.

## Source
- Le guide des pèlerinages de Belgique, Éditions de l’Octogone, Bruxelles, 1994, pp.66-70.